# Mike Bliss
Pour les articles homonymes, voir Bliss.
Statistiques en NASCAR Cup Series
Dernière mise à jour : 2 juillet 2022 
Mike Bliss (né le 5 avril 1965 à Milwaukie, Oregon) est un pilote américain de NASCAR dans la Nextel Cup. Il pilote la voiture no 49.